# Gabriel Fleury
Gabriel Fleury
Gabriel Fleury (né entre 1875 et 1878 dans la région de Lyon en France, et mort vers 1959 au Québec) est un commerçant de fourrures et prospecteur français établi au Québec.

## Biographie
Gabriel Fleury naît entre 1875 et 1878, dans la région de Lyon, en France. Le 16 novembre 1900, il débarque au port d'Halifax, au Canada, puis s'établit au Québec.
Il fait d'abord carrière comme colporteur sur le chemin de fer entre Québec et le lac Saint-Jean, puis vers 1906, se lance dans la traite de fourrures. Fleury établit ses opérations à Chambord au lac Saint-Jean. Au cours de l'hiver, il voyage en canot et en attelage à chien vers la région du lac Chibougamau et du lac Mistassini, où il échange des fourrures avec les Cris, qu'il revend au cours de l'été à Roberval. Comme traiteur ambulant, Fleury est concurrent indépendant de la Compagnie de la Baie d'Hudson, quoi que les gérants des postes de Chibougamau et Mistissini tolèrent sa présence,. Le contexte est marqué par un afflux d'hommes dans la région. En 1903, Peter McKenzie découvre du cuivre au lac Chibougamau, et une ruée vers le cuivre y est lancée. Au cours des années 1920 et 1930, la région du lac Chibougamau connaît une période d'exploration minière intense. La pression sur l'environnement, entre autres, causée par l'afflux de prospecteurs mène à un déclin des animaux à fourrure.
Au début des années 1930, Gabriel Fleury se met à la prospection. Il installe un campement à la baie Proulx, au bord du lac aux Dorés, et passe ses étés à prospecter, et poursuit la traite des fourrures l'hiver. La raison de ce changement est incertaine : il a peut-être été influencé par la présence grandissante de prospecteurs dans le secteur, ou par le déclin de la fourrure. Vers 1934, Fleury construit un moulin à eau pour broyer ses propres échantillons de minerai,. Au déclenchement de la guerre en 1939, les prospecteurs désertent la région du lac Chibougamau, mais Fleury reste. La reprise de l’exploration minière après la guerre marque sa période la plus prospère. L’homme a une avance et ses claims miniers commencent à rapporter. En 1946 il s’associe avec 2 femmes d’Alma pour fonder la Fleury Mica Mines Ltée.
Lors du recensement canadien de 1931, Gabriel Fleury déclare ne s'être jamais marié. À la fin de sa vie, il quitte sa cabane à la baie Proulx mais continue de vivre dans une tente en forêt. Son moulin établie sur le site de la nouvelle ville de Chibougamau (fondée en 1954) tombe en ruine. Il a une fin de vie nébuleuse. En 1959, âgé d'environ 80 ans, il est retrouvé mal en point, dans sa tente en forêt. Gabriel Fleury est confié aux services sociaux du Saguenay-Lac Saint-Jean. Il meurt peu de temps après, probablement dans l'anonymat.

## Patrimoine

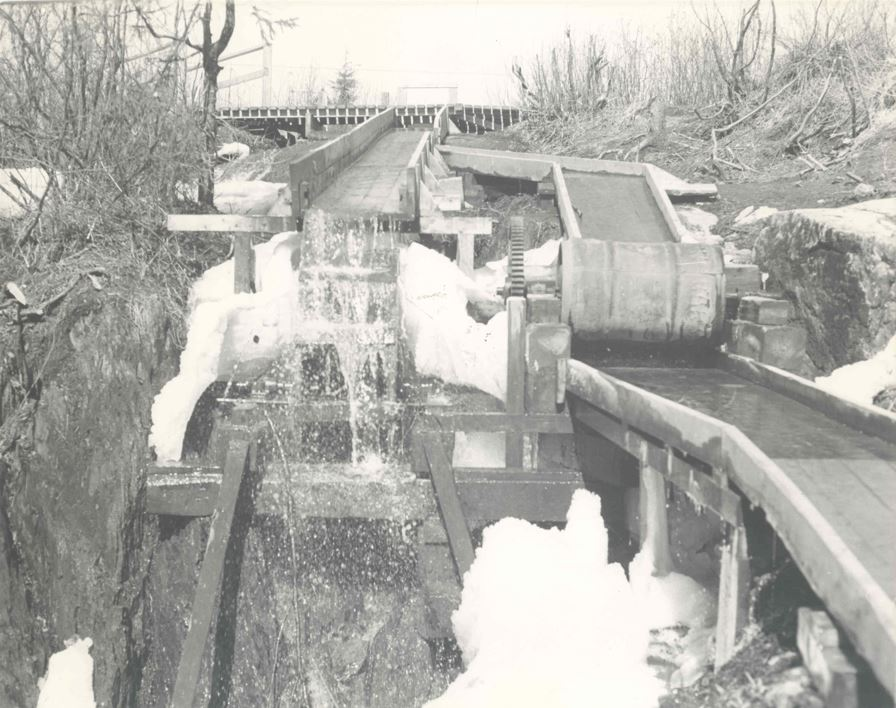
Première reconstitution du Moulin Fleury de Chibougamau, 1978.

En 1978, à l'initiative du peintre Jean-Claude Simard, la Société d'histoire régionale de Chibougamau et le club Lions de Chibougamau entreprennent la restauration du moulin Fleury. L'année suivante, la Commission des biens culturels du Québec recommande le classement de cet élément du patrimoine industriel. En 1993, une seconde restauration du moulin est entreprise. Le moulin est détruit quelques années plus tard, victimes de vandalisme.

## Toponymie
L'avenue Fleury, le ruisseau Fleury à Chibougamau,, ainsi que le lac Gabriel-Fleury (en Eeyou Istchee Baie-James) et le lac Fleury (près de Chibougamau) sont nommées en référence à Gabriel Fleury,.

## Culture
Le moulin Fleury est représenté dans plusieurs toiles de l'artiste-peintre Jean-Claude Simard portant sur le patrimoine minier de Chibougamau.